# Miami bass
Miami bass (también conocido como booty music, un término que también puede incluir otros géneros) es un tipo de música hip hop que comenzó a hacerse popular en la década de los 80 y 90, conocido por utilizar la caja de ritmos Roland TR-808, 'dance tempos' altos y de vez en cuando contenido sexual en sus letras. Este estilo nunca ha tenido mucha aceptación en el mainstream, pero ha tenido un impacto profundo en el desarrollo del drum'n' bass, southern rap y otros géneros musicales.
El autor musical Richie Unterberger ha nombrado a Maggotron (James McCauley, también conocido como DXJ, Maggozulu 2, Planet Detroit y Bass Master Khan) como el "Padre del Miami Bass".
El Miami Bass esta estrechamente relacionado con los géneros modernos Ghettotech y Booty House, que combina el Detroit techno y el Chicago house con el Miami Bass.